# 1348
| 1348               |
| ------------------ |
| Dødsfald - Fødsler |
|                    |

| Gregoriansk kalender | 1348 MCCCXLVIII         |
| Ab urbe condita      | 2101                    |
| Armensk kalender     | 797 ԹՎ ՉՂԷ              |
| Kinesiske kalender   | 4044 – 4045 丁亥 – 戊子 |
| Etiopisk kalender    | 1340 – 1341             |
| Jødisk kalender      | 5108 – 5109             |
| Hindukalendere       |                         |
| - Vikram Samvat      | 1403 – 1404             |
| - Shaka Samvat       | 1270 – 1271             |
| - Kali Yuga          | 4449 – 4450             |
| Iransk kalender      | 726 – 727               |
| Islamisk kalender    | 749 – 750               |

Konge i Danmark: Valdemar 4. Atterdag 1340-1375
Se også 1348 (tal)

## Begivenheder
- Pesten, også kaldet Den sorte død, bryder ud i Europa.
- 7. april - Den tysk-romerske kejser Karl IV giver tilladelse og privilegier til oprettelsen af et universitetet i Prag, der senere i 1349 åbner som Karlsuniversitetet.